# Lasionycta impingens
Lasionycta impingens är en fjärilsart som beskrevs av Walker 1857. Lasionycta impingens ingår i släktet Lasionycta och familjen nattflyn. Inga underarter finns listade i Catalogue of Life.

## Bildgalleri

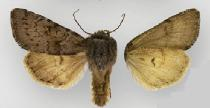
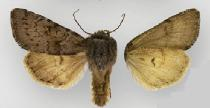